# 軍用手錶

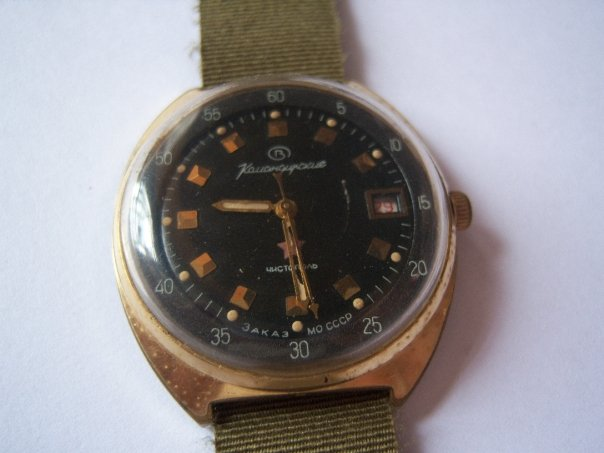
蘇聯軍錶

軍用手錶或稱軍錶，是指由軍隊所分配，供士兵所配帶的手錶。軍錶通常而以兵種，軍階等分類，例如海陸空三軍，可能會使用不同的軍錶，而指揮官所配帶的手錶，亦可能與一般士兵不同。
除此以外，軍錶其實還可以分為「軍錶款」與軍錶兩種。前者是由一些鐘錶製造商設計製造，供市面出售，實則是民用手錶。而「軍錶」者，則如國防部等國家機構，向鐘錶廠訂製，較少在市面上出售。
在市面上出售「軍錶款」的軍錶，一般都是製作精美，粗獷的外形，防水能力好，還有堅硬的金屬外殼等，還可能會強調是某國軍錶，但這些軍錶，大部份都不是軍方正式採用。
事實上，由於軍隊的數量龐大，軍錶的製作質素，並非如此精良，亦非必須使用貴價材料和機械機芯等。很多軍隊所使用的軍錶，只能有50米的防水，及採用石英機芯。

## 正式軍錶的品牌
美國
- Marathon
- 漢米爾頓
- Sandy
- Luminox

意大利
- 沛納海

日本
- 精工

俄羅斯
- 東方牌

英國
- CWC

瑞士
- Traser